# Ponte Pedonal de Odemira
A Ponte Pedonal de Odemira, igualmente conhecida como Ponte Pedonal sobre o Mira, é uma infra-estrutura sobre o Rio Mira, situada na localidade de Odemira, na região do Alentejo, em Portugal. Foi construída em 2013.

## Descrição e história
A ponte está situada na zona do Cais, em Odemira. Foi construida para facilitar as ligações entre as áreas do Bairro das Barreiras Vermelhas e o Loteamento Roça Matos, na margem esquerda do Rio Mira, e o centro histórico e comercial da vila, na margem direita. Ao mesmo tempo, também contribuiu para a renovação da imagem da vila, devido às suas formas dinâmicas e arrojadas. No âmbito da instalação da ponte, a área na margem esquerda também foi alvo de um processo de requalificação, com a instalação de zonas ajardinadas e de equipamentos lúdicos e culturais. Na estrutura destaca-se a sua iluminação, instalada pela empresa Aura Light, tendo sido aplicada uma solução discreta, coroada por uma luz branca no topo, iluminando igualmente a parte baixa do tabuleiro, de forma a salientar a estrutura sobre o rio, e melhor revelar as suas linhas inovadoras. As cores das luzes podem ser mudadas com recurso a um controlador RGB, de forma a adequarem-se a várias situações, por exemplo eventos festivos. A iluminação da ponte também é um exemplo de como o design foi combinado com a eficiência do ponto de vista energético, uma vez que os equipamentos têm um consumo máximo de apenas 650 W.
A construção da ponte inseriu-se num vasto programa de renovação urbana de Odemira. Em 3 de Outubro de 2011, foi assinado o auto de consignação para a instalação da Ponte Pedonal de Odemira, entre a autarquia e a empresa Tecnovia. Em Maio de 2013, as obras estavam em fase de conclusão. A sua construção envolveu um investimento de 1.280.000 Euros, tendo 85% deste valor sido financiado através de fundos comunitários, através do programa RUCI - Rede Urbana para a Competitividade e Inovação.